# Crocidura hirta
Crocidura hirta — вид ссавців родини Soricidae. Він зустрічається в Анголі, Ботсвані, Демократичній Республіці Конго, Малаві, Мозамбіку, Намібії, ПАР, Есватіні, Танзанії, Замбії та Зімбабве. Його природним місцем існування є савани, субтропічні або тропічні сухі низинні луки та спекотні пустелі.